# Ансамбль песни и пляски Российской армии имени А. В. Александрова
Академический дважды Краснознамённый, ордена Красной Звезды ансамбль песни и пляски Российской армии имени А. В. Александрова или Ансамбль Александрова — крупнейший художественный коллектив России и ранее СССР, центральное учреждение культуры Министерства обороны Российской Федерации.

## История
Ансамбль создавали работники культуры Ф. Н. Данилович, режиссёр П. И. Ильин и хормейстер А. В. Александров. Основным организатором и первым музыкальным руководителем ансамбля стал профессор Московской консерватории имени П. И. Чайковского, впоследствии — народный артист СССР, композитор Александр Васильевич Александров (1883—1946); он возглавлял ансамбль на протяжении 18 лет. Александров на момент создания коллектива был гражданским человеком, возглавить армейский коллектив песни и пляски его убедил Народный комиссар по военным и морским делам СССР Климент Ефремович Ворошилов. Первым главным администратором (до своего ареста в 1937 году) был режиссёр Михаил Борисович Шульман (1908—1993).
12 октября 1928 года состоялось первое выступление ансамбля в Центральном доме Красной армии. Коллектив насчитывал 12 человек: 8 певцов, 2 танцора, баянист и чтец. Выступление прошло с большим успехом — и после него решение о создании ансамбля было окончательно утверждено. 12 октября 1928 года принято считать днём рождения военного творческого коллектива.
1 декабря 1928 года ансамбль был зачислен в штат ЦДКА и получил название Ансамбль красноармейской песни Центрального дома Красной армии имени М. В. Фрунзе.
В 1932 году во время посещения коллективом Особой Дальневосточной армии её командующий В. К. Блюхер наградил ряд певцов ансамбля значками бойцов ОКДВА, которые обычно выдавались только участникам боевых операций.
С 27 ноября 1935 года — Краснознамённый ансамбль красноармейской песни и пляски СССР. В этот день вышло постановление ЦИК СССР о награждении коллектива Почётным Революционным Красным Знаменем с прикреплённым к нему орденом Красной Звезды. Одновременно тем же орденом был награждён руководитель ансамбля А. В. Александров, а 10 участников, начальник П. И. Ильин и 2 организатора Ф. Н. Данилович и А. С. Горский стали кавалерами введённого днём ранее ордена «Знак Почёта». К 1 декабря 1935 года коллектив вырос до 135 человек.
Одной из отличительных черт ансамбля становится наличие в оркестре русских народных инструментов — домр и балалаек.
Первым международным успехом коллектива стало завоевание Гран-При на Всемирной выставке в Париже в 1937 году. В 1937 году штат Ансамбля 274 человека, а в 1948 году — 313 человек.
26 июня 1941 года на Белорусском вокзале одна из не выехавших ещё на фронт групп Краснознамённого ансамбля красноармейской песни и пляски СССР впервые исполнила песню «Священная война». Всего в годы Великой Отечественной войны артисты коллектива выступали в действующей армии свыше 1500 раз.
С 7 февраля 1949 года — Дважды Краснознамённый ордена Красной Звезды ансамбль песни и пляски Советской армии.
В июле 1946 года Ансамблю было присвоено имя его основателя — Александра Васильевича Александрова.
| - Выступление в Лейпциге (ГДР), 1952 год - Выступление в Будапеште (Венгрия), 1951 год - Выступление в Лейпциге (ГДР), 1952 год - Выступление в Хельсинки (Финляндия), 1950-е годы |

В 1978 году, в канун своего 50-летия, Ансамбль получил наивысшую профессиональную аттестацию — почётное звание «Академический» (Дважды Краснознамённый ордена Красной Звезды академический ансамбль песни и пляски Советской армии имени А. В. Александрова).
С 1998 года — Академический ансамбль песни и пляски Российской армии имени А. В. Александрова.
С 2006 года — Федеральное государственное учреждение культуры и искусства «Академический ансамбль песни и пляски Российской армии имени А. В. Александрова» Министерства обороны Российской Федерации. С 2009 года при ансамбле действует эстрадная группа «Александров — ПАРК» под руководством заслуженного артиста Российской Федерации Виталия Сотскова. В репертуаре — песенные шлягеры прошлых лет в современной интерпретации.
С 2011 года — Федеральное бюджетное учреждение культуры и искусства «Академический ансамбль песни и пляски Российской армии имени А. В. Александрова» Министерства обороны Российской Федерации.
С 2012 года — Федеральное государственное казённое учреждение культуры и искусства «Академический ансамбль песни и пляски Российской армии имени А. В. Александрова» Министерства обороны Российской Федерации. При ансамбле работает детская школа-студия «Юные александровцы» для детей от 5 до 13 лет.
13 апреля 2013 года, в день 130-летия со дня рождения генерал-майора А. В. Александрова, перед зданием Ансамбля по адресу Земледельческий переулок, дом 20, строение 1 был торжественно открыт памятник А. В. Александрову (автор — скульптор А. М. Таратынов, архитектор — М. В. Корси).
В 2015 году при ансамбле создана творческая студия «Юные александровцы», в которой проходят обучение дети от 5 до 18 лет по двум направлениям — «вокал» и «хореография».
| - Академический ансамбль песни и пляски имени А.В. Александрова |

В репертуаре ансамбля — более двух тысяч произведений. Это песни советских, российских и зарубежных авторов, народные песни и танцы, духовная музыка, классические произведения русских и зарубежных композиторов, шедевры мировой рок- и поп-музыки, в том числе переложения классических хитов легендарных музыкальных коллективов Queen и The Beatles. За время существования был с гастролями более чем в 70 странах мира. Ансамбль приезжал с концертами в Афганистан, Югославию, Приднестровье, Таджикистан, Чеченскую Республику и другие «горячие точки».
Ансамбль и его артисты удостоены многих советских, российских и международных наград. В разные годы солистами прославленного коллектива были вокалисты: народные артисты СССР Артур Эйзен, Евгений Беляев и Алексей Сергеев; народные артисты РСФСР Иван Букреев, Георгий Андрющенко, Вадим Русланов, Константин Герасимов, Константин Лисовский, Борис Жайворонок, Эдуард Лабковский, Леонид Харитонов; заслуженные артисты РСФСР Георгий Бабаев, Ойзер Лаут, Олег Разумовский, Виктор Никитин, Валентин Анисимов, Пётр Богачёв, Георгий Виноградов, Николай Гресь, Сергей Иванов; народные артисты Российской Федерации Александр Сибирцев, Леонид Пшеничный, Алексей Мартынов, Василий Штефуца и ряд других.
Свои сольные выступления ансамбль традиционно начинает песней «Несокрушимая и легендарная», которая является визитной карточкой коллектива.
На начало 2010-х в штате ансамбля было 186 человек.
Большие потери понёс коллектив 25 декабря 2016 года, когда во время катастрофы самолёта Ту-154 погибло 64 артиста ансамбля (около половины творческого состава). 27 декабря 2016 года министр обороны России генерал армии Сергей Шойгу заявил о необходимости восстановления коллектива в кратчайшие сроки. Для сохранения ансамбля в январе — феврале 2017 года Департаментом культуры Минобороны России проведён конкурс на замещение должностей солистов, артистов хора и балета. Менее чем за два месяца была восстановлена штатная численность коллектива — 285 человек. Первое выступление Ансамбля в обновлённом составе прошло на сцене Центрального академического театра Российской армии 16 февраля 2017 года. Всероссийская премьера состоялась в праздничном концерте, посвящённом Дню защитника Отечества 23 февраля 2017 года на сцене Государственного Кремлёвского дворца, который транслировался по Первому каналу. Первый большой сольный концерт восстановленный коллектив представил московской публике 12 марта 2017 года в Доме музыки, а зарубежный концертный тур начался в апреле с выступления в Турции.
С 2021 года хор начал выступления смешанным составом. В оркестре впервые появились музыканты-женщины.
3 апреля 2017 года новый художественный руководитель ансамбля полковник Геннадий Ксенафонтович Саченюк дал обширное интервью агентству ТАСС о деятельности коллектива в обновлённом составе.

## Награды и признание
Государственные награды:
- Орден Красной Звезды — за исключительные заслуги в культурной деятельности (26 ноября 1935 г.).
- Орден Красного Знамени — за выдающиеся заслуги в развитии советского искусства, за плодотворную деятельность по культурно-художественному обслуживанию Вооружённых Сил СССР и в связи с 20-летним юбилеем (7 февраля 1949 г.).
- Орден «За боевые заслуги» МНР (1964).
- Орден «Красной Звезды» ЧССР (1965).
- Орден Знамени с Золотой короной Республики Сербской за «неизмеримый вклад в расширение культурного и духовного сотрудничества сербского и русского народов и за общий вклад в развитие дружеских отношений между Республикой Сербской и Российской Федерацией»[18].
- Почётное звание «Академический» (1979).
- Премия Минобороны России в области культуры и искусства, награждена эстрадная группа «Александров-Парк» — «за активную культурно-шефскую работу» (2018)[19]

Иное:
- «Золотой Дискобол» Французской академией грамзаписи за лучшую пластинку (1961).
- «Золотой Диск» французской фирмой «Шан дю Монд» за рекордные тиражи грамзаписей (1964).
- «Золотой Диск» голландской фирмы «Н.О.К» (1974)[20].
- Лауреат премии Дружбы народов «Белые журавли России» с вручением одноимённого ордена (2016 год)[21].
- В столице Сербии Белграде в честь Ансамбля Александрова назван сквер в центре города (10 ноября 2017)[22].

## Руководители ансамбля
- 1928—1946 — Александр Васильевич Александров, народный артист СССР, лауреат Сталинских премий, доктор искусствоведения, профессор Московской консерватории, генерал-майор.
- 1946—1987 — Борис Александрович Александров, народный артист СССР, Герой Социалистического Труда, лауреат Ленинской и Сталинской премий, доцент Московской консерватории, генерал-майор.
- 1987—1992 — Анатолий Васильевич Мальцев, народный артист России, начальник ансамбля, профессор, полковник.
- 1987—1993 — Игорь Германович Агафонников, художественный руководитель и главный дирижёр, народный артист РСФСР, полковник.
- 1993 — октябрь 2002 — Дмитрий Васильевич Сомов, начальник ансамбля, заслуженный работник культуры Российской Федерации, полковник.
- 1994—2003 — Виктор Алексеевич Фёдоров, художественный руководитель и главный дирижёр, народный артист Российской Федерации.
- 2003—2008 — Вячеслав Алексеевич Коробко, художественный руководитель и главный дирижёр, народный артист России, заслуженный деятель искусств Российской Федерации, полковник.
- Октябрь 2002 — май 2016 — Леонид Иванович Малев, начальник (директор) ансамбля, заслуженный работник культуры России, заслуженный деятель искусств Российской Федерации, полковник.
- Август 2008 — ноябрь 2012 — Игорь Иванович Раевский, художественный руководитель, народный артист Российской Федерации, заслуженный артист Белоруссии, профессор, лауреат Государственной премии Чехословакии.
- Ноябрь 2012 — апрель 2016 — Геннадий Ксенафонтович Саченюк, врио художественного руководителя, художественный руководитель ансамбля, заслуженный работник культуры Российской Федерации, полковник.
- Апрель — декабрь 2016 — Валерий Михайлович Халилов, директор и художественный руководитель ансамбля, народный артист Российской Федерации, генерал-лейтенант, доцент.
- С февраля 2017 — Геннадий Ксенафонтович Саченюк, начальник ансамбля — художественный руководитель ансамбля, заслуженный артист Российской Федерации (2019), народный артист республики Северная Осетия — Алания (2015)[23], полковник.

## Катастрофа Ту-154 в 2016 году
В ночь на 25 декабря 2016 года самолёт Ту-154 Минобороны России вылетел с подмосковного аэродрома Чкаловский в Сирию с промежуточной посадкой в аэропорту Сочи для дозаправки. На борту находилось восемь членов экипажа и 84 пассажира, среди которых 64 человека — артисты ансамбля имени Александрова (в их числе балетмейстер-постановщик народный артист Российской Федерации Вячеслав Ермолин, главный хормейстер и заслуженный артист РФ Константин Майоров, солисты и заслуженные артисты РФ Виктор Санин и Григорий Осипов). Вместе с художественным руководителем ансамбля генерал-лейтенантом Валерием Халиловым они летели поздравить военнослужащих российской группировки в Сирии на авиабазе «Хмеймим» с наступающим Новым годом. Среди пассажиров были также сопровождающие должностные лица, девять представителей российских СМИ и Елизавета Глинка, также известная как Доктор Лиза.
После дозаправки самолёт вылетел из Сочи в 05:25, через две минуты, в 05:27, пропал с экранов радаров и упал в Чёрное море в пяти километрах от берега по направлению к Анапе. Погибли все находившиеся на борту.
Список сотрудников ансамбля, погибших в авиакатастрофе:
1. Арчукова А. А. — артистка балета,
2. Бабовников Д. В. — артист хора,
3. Баздырев А. К. — артист хора,
4. Белоножко Д. М. — артист хора,
5. Бесчастнов Д. А. — артист хора,
6. Бродский В. А. — концертмейстер,
7. Булочников Е. В. — солист ансамбля,
8. Буряченко Б. Б. — хормейстер,
9. Быков C.Л. — артист балета,
10. Васин М. А. — артист хора,
11. Георгиян О. П. — артист хора,
12. Гильманова P. P. — артистка балета,
13. Голиков В. В. — солист-вокалист,
14. Гужова Л. А. — костюмер,
15. Давиденко К. А. — артист хора,
16. Денискин С. И. — артист хора,
17. Ермолин В. И. — балетмейстер-постановщик, народный артист России,
18. Журавлёв П. В. — солист ансамбля,
19. Закиров P.P. — артист хора,
20. Иванов А. В. — артист хора,
21. Иванов М. А. — артист хора,
22. Ивашко А. Н. — костюмер,
23. Игнатьева Н. В. — артистка балета,
24. Клокотова М. А. — солистка ансамбля,
25. Колобродов К. А. — артист балета,
26. Корзанов О. В. — артист балета,
27. Корзанова Е. И. — артистка балета,
28. Котляр С. А. — артист хора,
29. Кочемасов А. С. — артист хора,
30. Кривцов А. А. — артист хора,
31. Крючков И. А. — артист оркестра,
32. Ларионов И. Ф. — артист балета,
33. Литвяков Д. Н. — артист хора,
34. Ляшенко К. И. — артист балета,
35. Майоров К. В. — дирижёр, главный хормейстер Ансамбля, заслуженный артист РФ,
36. Михалин В. К. — артист балета,
37. Мокриков А. О. — артист хора,
38. Моргунов А. А. — артист хора,
39. Насибулин Ж. А. — артист хора,
40. Новокшанов Ю. М. — артист хора,
41. Осипов Г. Л. — солист, заслуженный артист РФ,
42. Поляков В. В. — артист хора,
43. Попов В. А. — артист балета,
44. Пырьева Л. А. — артистка балета,
45. Разумов А. А. — артист балета,
46. Савельев А. В. — солист,
47. Санин В. В. — солист, заслуженный артист РФ,
48. Сатарова В. И. — артистка балета,
49. Серов А. С. — артист балета,
50. Соколовский А. В. — артист хора,
51. Сонников А. В. — заместитель директора Ансамбля,
52. Столяр И. В. — артист хора,
53. Сулиманов Б. Р. — артист хора,
54. Тарасенко А. Н. — артист хора,
55. Трофимов А. С. — артист хора,
56. Трофимова Д. С. — артистка балета,
57. Узловский А. А. — артист хора,
58. Халилов B. М. — Начальник ансамбля — художественный руководитель,
59. Халимон В. Л. — артист хора,
60. Хорошева Л. Н. — артистка балета,
61. Цвиринько А. И. — артистка балета,
62. Шагун О. Ю. — артистка балета,
63. Шахов И. В. — артист балета,
64. Штуко А. А. — артист хора.

| - Академический ансамбль песни и пляски имени А.В. Александрова |

Часть погибших артистов похоронена 16 января 2017 года на Федеральном военном мемориальном кладбище с воинскими почестями. На месте захоронения установлен памятный камень. 25 декабря 2018 года мемориальная доска открыта на здании Ансамбля.

## Конфликт с Ансамблем песни и пляски ВВ МВД России
Ансамбль песни и пляски ВВ МВД России под управлением В. П. Елисеева для гастролей за рубежом безосновательно добавил к своему названию словосочетание Красной армии (The Red Army Choir MVD Academic Ensemble или Academical Ensemble IF MIA RF Red Army), тем самым введя в заблуждение западных зрителей, уверенных в том, что речь идёт о всемирно известном Ансамбле Александрова (The Alexandrov Red Army Choir или The Alexandrov Red Army Ensemble). В 2011 году Ансамбль Александрова опубликовал видеообращение «Скандал вокруг ансамбля МВД», в котором выразил возмущение действиями Ансамбля ВВ МВД России.

## Фильмография
- 1942 — Киносборник «Концерт фронту»
- 1951 — Художественный фильм «Наши песни» (был снят с производства)
- 1953 — Фильм-концерт «Песни родной стороны»
- 1965 — Музыкальный фильм «Soviet Army Chorus,Band & Dance Ensemble» совместное производство Гостелерадио СССР и Total Balalaika Show, 1965 год. Список композиций.
- 1994 — Балалайка шоу / Total Balalaika Show Аки Каурисмяки
- 2008 — Документальный фильм «Поющее оружие. Ансамбль Александрова»[32]
- 2020 — Документальный фильм «Стреляют по своим»[33] Константина Сёмина из цикла «Последний звонок»[34].

## Видео
- Концерт «Александровская песня» Ансамбля песни и пляски Российской Армии имени А.В. Александрова в Большом театре, 2016 г.